# Variação quadrática
Em matemática, a variação quadrática é usada na análise de processos estocásticos, como o movimento browniano e outros martingales. A variação quadrática é só mais um tipo de variação de um processo.

## Definição
Suponha que {\displaystyle X_{t}} é um processo estocástico de valores reais definido em um espaço de probabilidade {\displaystyle (\Omega ,{\mathcal {F}},\mathbb {P} )} e com um índice de tempo {\displaystyle t} que varia entre os números reais não-negativos. Sua variação quadrática é o processo, escrito como {\displaystyle [X]_{t}}, definido como
{\displaystyle [X]_{t}=\lim _{\Vert P\Vert \rightarrow 0}\sum _{k=1}^{n}(X_{t_{k}}-X_{t_{k-1}})^{2}}
em que {\displaystyle P} varia entre as partições do intervalo {\displaystyle [0,t]} e a norma da partição {\displaystyle P}P é a malha. Este limite, se existe, é definido usando a convergência de variáveis aleatórias. Note que um processo pode ser de variação quadrática finita no sentido da definição dada aqui e seus caminhos podem ser, não obstante, quase certamente de variação quadrática infinita para todo {\displaystyle t>0} no sentido clássico de tomar o supremo da soma de todas as partições; este é particularmente o caso do movimento browniano.
Mais geralmente, a covariância (ou variância cruzada) de dois processos {\displaystyle X} e {\displaystyle Y} é
{\displaystyle [X,Y]_{t}=\lim _{\Vert P\Vert \to 0}\sum _{k=1}^{n}\left(X_{t_{k}}-X_{t_{k-1}}\right)\left(Y_{t_{k}}-Y_{t_{k-1}}\right).}
A covariância pode ser escrita em termos de variação quadrática pela identidade de polarização:
{\displaystyle [X,Y]_{t}={\tfrac {1}{4}}([X+Y]_{t}-[X-Y]_{t}).}

## Processos de variação finita
Diz-se que um processo {\displaystyle X} tem variação finita se tiver variação limitada para cada intervalo de tempo finito (com probabilidade 1). Tais processos são muito comuns e incluem, particularmente, todas as funções continuamente diferenciáveis. A variação quadrática existe para todos os processos de variação contínua e finita e é zero.
Esta afirmação pode ser generalizada a processos não-contínuos. Qualquer processo de variação finita càdlàg {\displaystyle X} tem variação quadrática igual à soma dos quadrados dos saltos de {\displaystyle X}. Para afirmar isto mais precisamente, o limite à esquerda de {\displaystyle X_{t}} referente a {\displaystyle t} é denotado por {\displaystyle X_{t-}} e o salto de {\displaystyle X} no tempo {\displaystyle t} pode ser escrito como {\displaystyle \Delta X_{t}=X_{t}-X_{t-}}. Então, a variação quadrática é dada por
{\displaystyle [X]_{t}=\sum _{0<s\leq t}(\Delta X_{s})^{2}.}
A prova de que processos de variação finita e contínua têm variação quadrática zero segue da seguinte desigualdade. Aqui, {\displaystyle P} é uma partição do intervalo {\displaystyle [0,t]} e {\displaystyle V_{t}(X)} é a variação de {\displaystyle X} sobre {\displaystyle [0,t]}.
{\displaystyle {\begin{aligned}\sum _{k=1}^{n}(X_{t_{k}}-X_{t_{k-1}})^{2}&\leq \max _{k\leq n}|X_{t_{k}}-X_{t_{k-1}}|\sum _{k=1}^{n}|X_{t_{k}}-X_{t_{k-1}}|\\&\leq \max _{|u-v|\leq \Vert P\Vert }|X_{u}-X_{v}|V_{t}(X).\end{aligned}}}
Pela continuidade de {\displaystyle X}, este desaparece no limite conforme {\displaystyle \Vert P\Vert } vai a zero.

## Processos de Itō
A variação quadrática de um movimento browniano padrão {\displaystyle B} existe e é dada por {\displaystyle [B]_{t}=t}. Isto se generaliza a processos de Itō que, por definição, podem ser expressos em termos de integrais de Itō
{\displaystyle X_{t}=X_{0}+\int _{0}^{t}\sigma _{s}\,dB_{s}+\int _{0}^{t}\mu _{s}\,ds,}
em que {\displaystyle B} é um movimento browniano. Qualquer processo como tal tem variação quadrática dada por
{\displaystyle [X]_{t}=\int _{0}^{t}\sigma _{s}^{2}\,ds.}

## Semimartingales
É possível mostrar que variações e covariâncias quadráticas de todos os semimartingales existem. Eles formam uma parte importante da teoria do cálculo estocástico, aparecendo no lema de Itō, que é a generalização da regra da cadeia da integral de Itō. A covariância quadrática também aparece na fórmula de integração por partes.
{\displaystyle X_{t}Y_{t}=X_{0}Y_{0}+\int _{0}^{t}X_{s-}\,dY_{s}+\int _{0}^{t}Y_{s-}\,dX_{s}+[X,Y]_{t},}
que pode ser usada para computar {\displaystyle [X,Y]}.
De outra forma, isto pode ser escrito como uma equação diferencial estocástica:
{\displaystyle \,d(X_{t}Y_{t})=X_{t-}\,dY_{t}+Y_{t-}\,dX_{t}+\,dX_{t}\,dY_{t},}
em que{\displaystyle \,dX_{t}\,dY_{t}=\,d[X,Y]_{t}.}

## Martingales
Todos os martingales càdlàg e martingales locais têm variação quadrática bem definida, que segue do fato de que tais processos são exemplos de semimartingales. Pode ser mostrado que a variação quadrática {\displaystyle [M]} de um martingale localmente quadrado integrável é o único processo contínuo à direita e crescente a partir de zero, com saltos {\displaystyle \Delta [M]=\Delta M^{2}}, tal que {\displaystyle M^{2}-[M]} é um martingale local. Uma prova da existência de {\displaystyle [M]} (sem uso de cálculo estocástico) é dada em Karandikar-Rao.
Um resultado útil para martingales quadrado integráveis é a isometria de Itō, que pode ser usada para calcular a variância de integrais de Itō,
{\displaystyle \mathbb {E} \left(\left(\int _{0}^{t}H\,dM\right)^{2}\right)=\mathbb {E} \left(\int _{0}^{t}H^{2}\,d[M]\right).}
Este resultado se mantém sempre que {\displaystyle M} for um martingale quadrado integrável càdlàg e {\displaystyle H} for um processo previsível limitado, sendo frequentemente usado na construção da integral de Itō.
Outro importante resultado é a desigualdade de Burkholder-Davis-Gundy, que dá limites ao máximo de um martingale nos termos da variação quadrática. Para um martingale local {\displaystyle M} começando em zero, com máximo denotado por {\textstyle M_{t}^{*}\equiv \sup _{s\leq t}|M_{s}|} e qualquer número real {\displaystyle p\geq 1}, a desigualdade é
{\displaystyle c_{p}\mathbb {E} ([M]_{t}^{p/2})\leq \mathbb {E} ((M_{t}^{*})^{p})\leq C_{p}\mathbb {E} ([M]_{t}^{p/2}).}
Aqui, {\displaystyle c_{p}<C_{p}} são constantes que dependem da escolha de {\displaystyle p}, mas não do martingale {\displaystyle M} ou do tempo {\displaystyle t} usado. Se {\displaystyle M} for um martingale local contínuo, então a desigualdade de Burkholder-Davis-Gundy se mantém para qualquer {\displaystyle p>0}.
Um processo alternativo, a variação quadrática previsível, é usado às vezes para martingales localmente quadrado integráveis. É escrita como {\displaystyle {\langle M\rangle }_{t}} e definida como sendo o único processo previsível contínuo à direita e crescente a partir de zero, tal que {\displaystyle M^{2}-\langle M\rangle } é um martingale local. Sua existência segue do teorema da decomposição de Doob-Meyer e, para martingales locais contínuos, é igual à variação quadrática.